# Laura Teani
Laura Teani (Bérgamo, 13 de março de 1991) é uma jogadora de polo aquático italiana, medalhista olímpica.

## Carreira
Teani fez parte da equipe que conquistou a medalha de prata pela Itália nos Jogos do Rio de Janeiro, em 2016.